# Domenico Forcellini (Politiker, II)
Domenico Forcellini war ein Politiker des Freiheitskomitees (Comitato della Libertà), der Sozialistischen Partei PSS (Partito Socialista Sammarinese) sowie der Unabhängigen Sozialistischen Demokratischen Partei PSDIS (Partito Socialista Democratico Indipendente Sammarinese) aus San Marino, der unter anderem zwischen 1947 und 1968 sechs Mal das Amt des Capitano Reggente von San Marino bekleidete sowie mehrmals Minister war.

## Leben
Domenico Forcellini wurde bei den Parlamentswahlen vom 11. März 1945 für das Freiheitskomitee (Comitato della Libertà) erstmals zum Mitglied des Großen und Allgemeinen Rates (Consiglio Grande e Generale) gewählt und gehörte diesem zunächst bis 1949 12. Legislaturperiode an. Während dieser Zeit war er zwischen dem 1. Oktober 1947 und dem 1. April 1948 gemeinsam mit Mariano Ceccoli zum ersten Mal Capitano Reggente von San Marino. Er wurde bei den Parlamentswahlen vom 16. September 1951 dann für Sozialistische Partei PSS (Partito Socialista Sammarinese) wieder zum Mitglied des Consiglio Grande e Generale gewählt und gehörte dieser nach seinen Wiederwahlen am 14. August 1955, 13. September 1959 und 13. September 1964 von der 14. bis zum Ende der 17. Legislaturperiode am 7. September 1969 an.
Gemeinsam mit Giovanni Terenzi übernahm Forcellini zwischen dem 1. Oktober 1951 und dem 1. April 1952 zum zweiten Mal das Amt als Capitano Reggente sowie vom 1. April 1955 bis zum  1. Oktober 1955 mit Vittorio Meloni nunmehr zum dritten Mal den Posten des Capitano Reggente.
Im zehnten Kabinett bekleidete Domenico Forcellini vom 16. September 1955 bis zum 8. März 1957 das Amt als Minister für öffentliche Arbeiten (Deputato per i Lavori Pubblici). Nachdem er aus der PSS ausgetreten war, war er als Parteiloser im darauf folgenden elften Kabinett zwischen dem 12. November 1957 und dem 29. September 1959 Kommunikationsminister (Deputato per le Communicazioni). In dieser Zeit trat er der Unabhängigen Sozialistischen Demokratischen Partei PSDIS (Partito Socialista Democratico Indipendente Sammarinese) als Mitglied bei und war zwischen dem 1. Oktober 1958 und dem 1. April 1959 mit Pietro Reffi zum vierten Mal Capitano Reggente. Anschließend fungierte er im zwölften Kabinett vom 29. September 1959 bis zum 29. Oktober 1964 erneut das Amt als Minister für öffentliche Arbeiten. Während dieser Zeit bekleidete er zwischen dem 1. April und dem 1. Oktober 1962 zusammen mit Francesco Valli zum fünften Mal das Amt des Capitano Reggente.
Im darauf folgenden 13. Kabinett wurde Forcellini am 29. Oktober 1964 Minister für Gesundheit und Soziales (Deputato per la Previdenza, l’Assistenza, la Sicurezza Sociale, l’Igiene e la Sanità) und bekleidete dieses bis zum 9. November 1966. Zuletzt war er gemeinsam mit Romano Michelotti zwischen dem 1. Oktober 1967 und dem 1. April 1968 zum sechsten Mal Capitano Reggente.

## Hintergrundliteratur
- Domenico Gasperoni: I Governi di San Marino. Storia e personaggi, AIEP Editore, Serravalle 2015, ISBN 978-88-6086-118-4